# Розгортка зображення
Розго́ртка зобра́ження — процес поелементного перетворення оптичного зображення в послідовність електричних сигналів за встановленим порядком з метою відтворення, запису та/або збереження розгорнутого зображення на спеціальних в тому числі й віддалених пристроях. Порядок чергування елементів зображення в процесі перетворення може обиратися довільним, але має бути однаковим при розгортці і відтворені зображення (відповідати вимогам синхронності та синфазності).

## Принципи перетворення
Суть процесу розгортки полягає на тому, що для кожного елементу поля зображення (зрештою, це може бути поле температур, електричних потенціалів або інших фізичних величин) визначаються конкретні координати в системі координат розгортки. Амплітуда ж сигналів залежить від фізичних характеристик елемента поля, що знаходиться в даній точці. Для монохромного зображення такою фізичною характеристикою є яскравість елемента зображення.
Найважливішим параметром розгортки є ступінь дискретизації зображення, який визначається кількістю елементів перетворених за один цикл розгортки. Чим більше елементів перетворено і передано за один цикл, тим більшою буде чіткість відтвореного зображення.

## Види розгорток
Розгортка зображення здійснюється механічним або електронним способом.
На практиці використовують різноманітні види розгортки:
- спіральну
- синусоїдальну
- растрову, яка поділяється на прогресивну та черезстрочну (черезрядкову)

## Телевізійна розгортка
Телевізійна розгортка — послідовне розкладання (розгортка) передаваних оптичних зображень на складові елементи, яке здійснюється у передавальній телевізійній трубці з метою одержання телевізійних відеосигналів, а також зворотне перетворення, або синтез, переданих зображень (їх створюють телевізійні відеосигнали), що реалізується в кінескопі.